# Rebbio

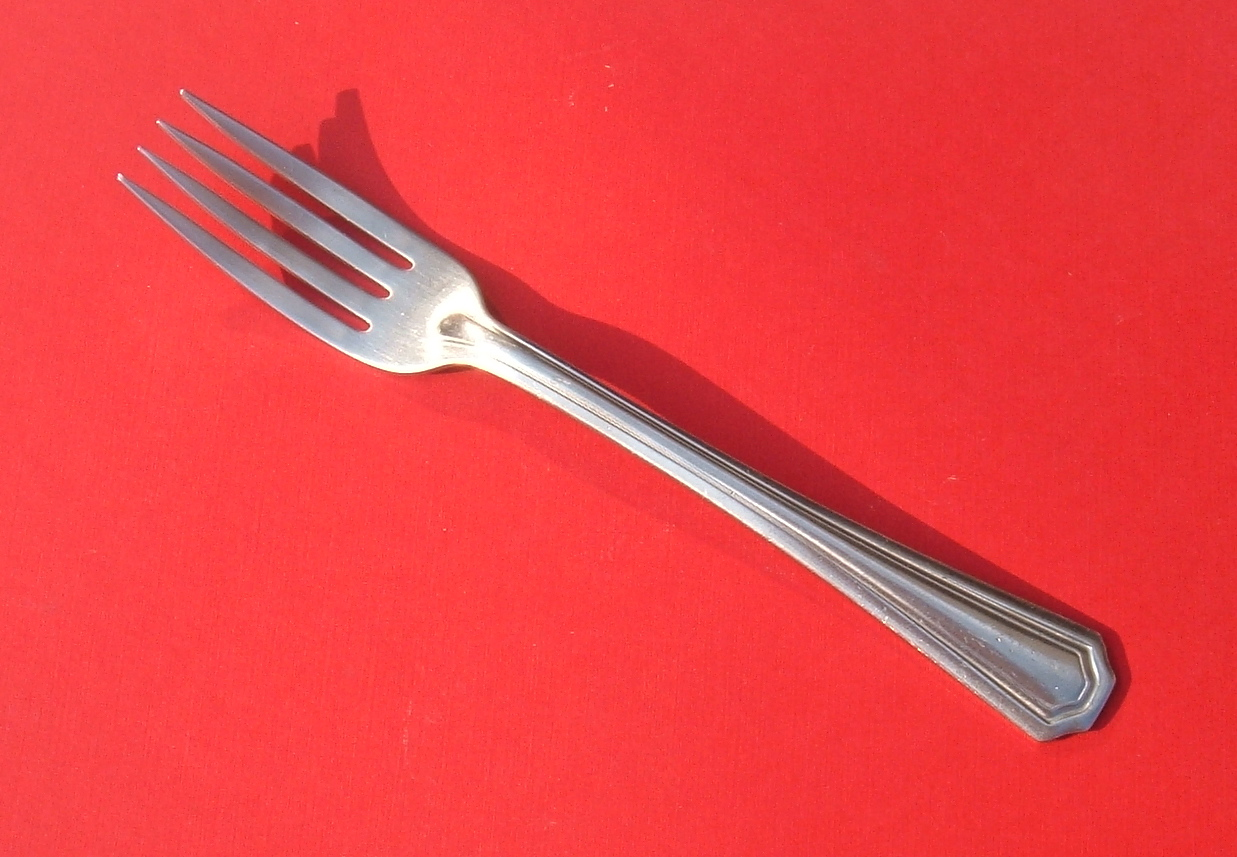
Forchetta a quattro rebbi

Un rebbio è ciascuno dei denti (di metallo, plastica o legno) di utensili come la forchetta, la forca, il pettine, il diapason, il rastrello., il tridente, il bidente.

## Tipologie

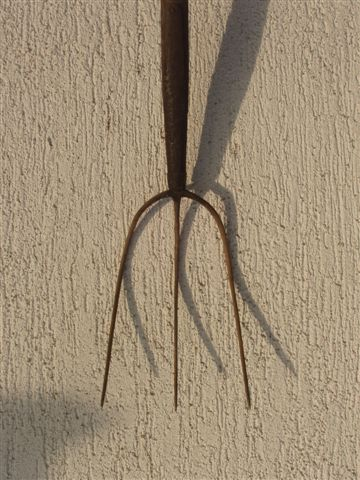
Tridente (a tre rebbi)

Tra le forchette ve ne sono da due (forchettone) a quattro a seconda del tipo. 
Tra i forconi, da due (forcone da fieno) a molti (forcone per raccogliere lo strame).

## Etimologia
Il termine deriva dalla lingua dei Franchi ripil ("pettine con denti di ferro").